# Mont Loura
Le mont Loura, qui culmine à 1 515 mètres d'altitude, est une montagne de Guinée et constitue le point culminant du massif du Fouta-Djalon.

## Dame du Mali
Sur un des versants s'élève, à une altitude de 1 500 mètres, une paréidolie présumée représentant le visage d'une femme dénommée la Dame de Mali ou Dame du mont Loura. Cette formation rocheuse a vraisemblablement été taillée par l'érosion éolienne. À côté de la Dame de Mali (« Néné Fouta ») se dresse aussi un peu plus bas le Sage de Mali.

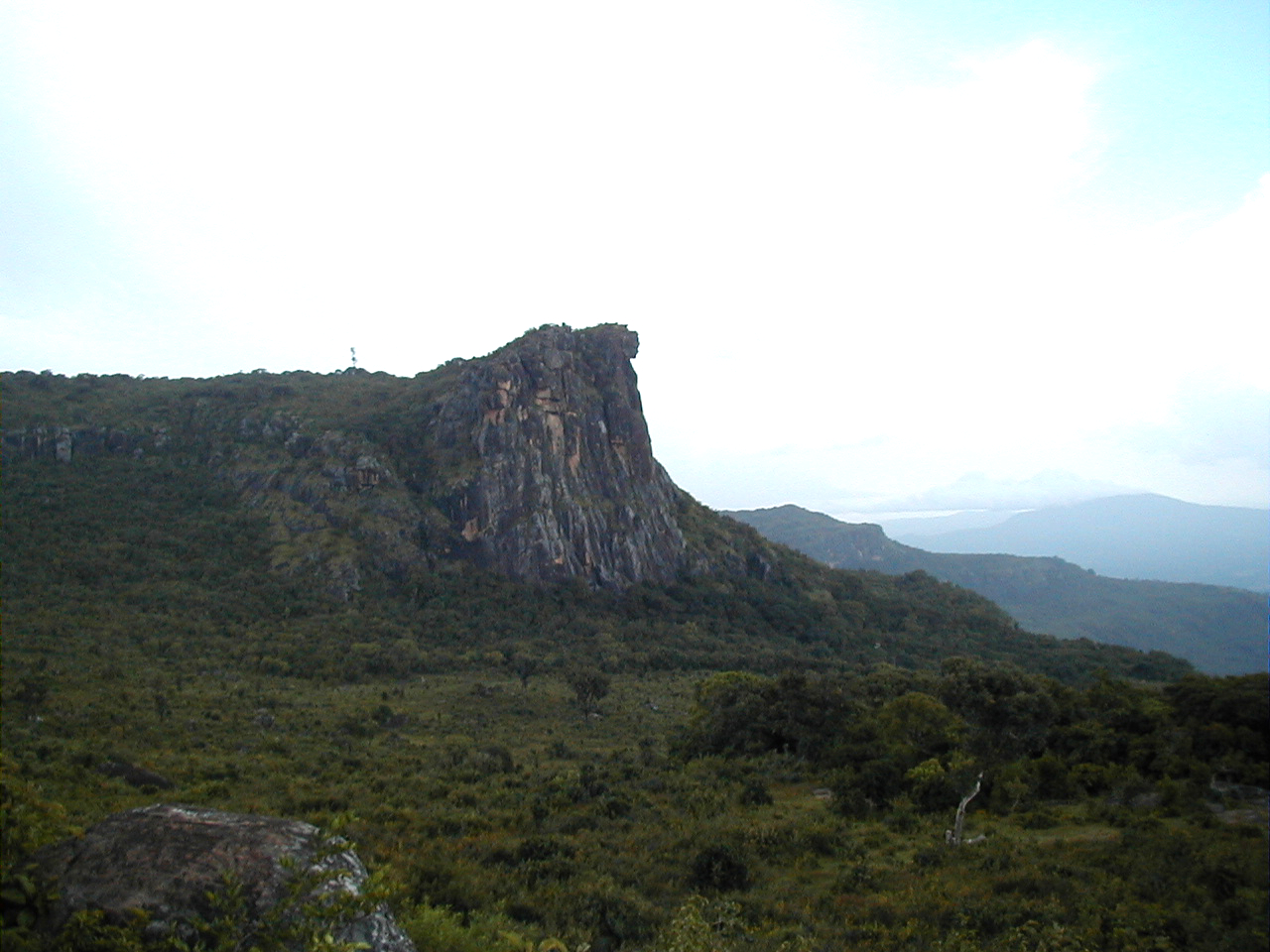
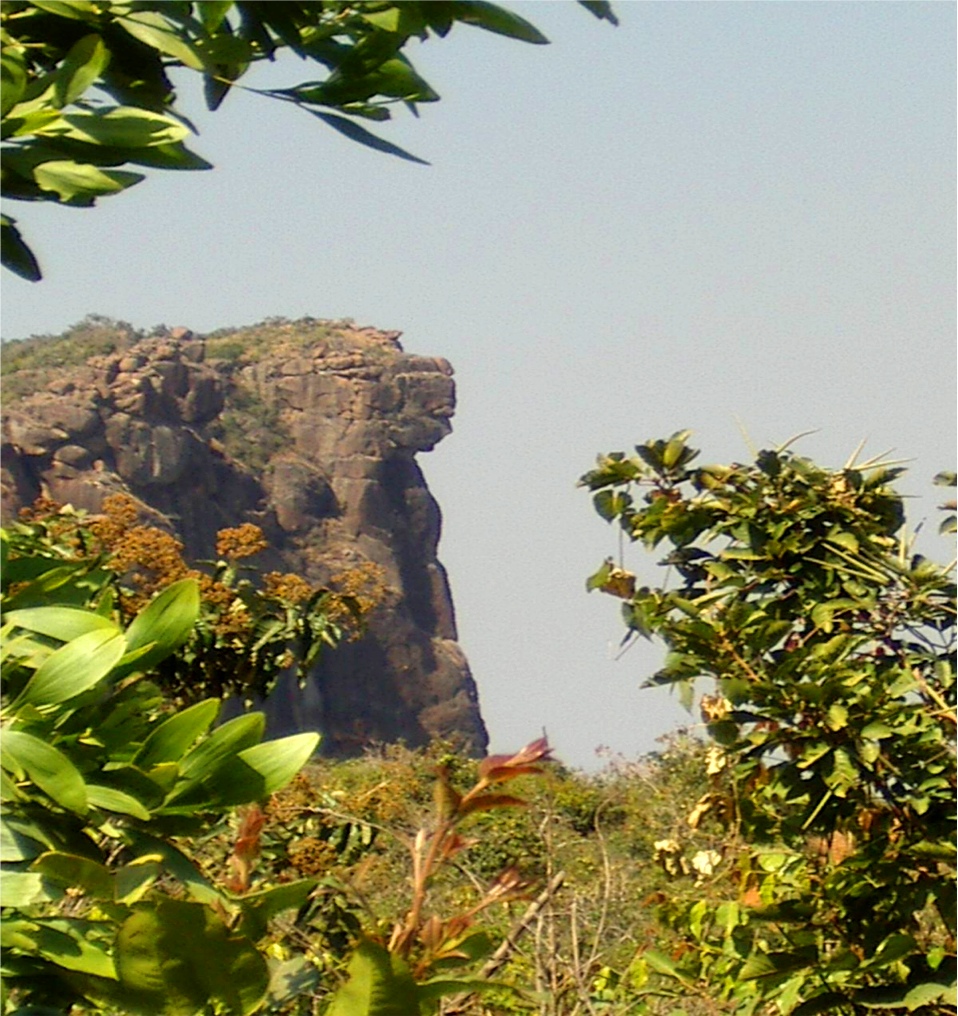